# Seona (Banovići)
Seona es un pueblo de la municipalidad de Banovići, en el cantón de Tuzla, Bosnia y Herzegovina.

## Superficie
Posee una superficie de 11,55 kilómetros cuadrados.

## Demografía
Hasta 2013 la población era de 795 habitantes, con una densidad de población de 68,8 habitantes por kilómetro cuadrado.